# St. Peter und Paul (Bremen)

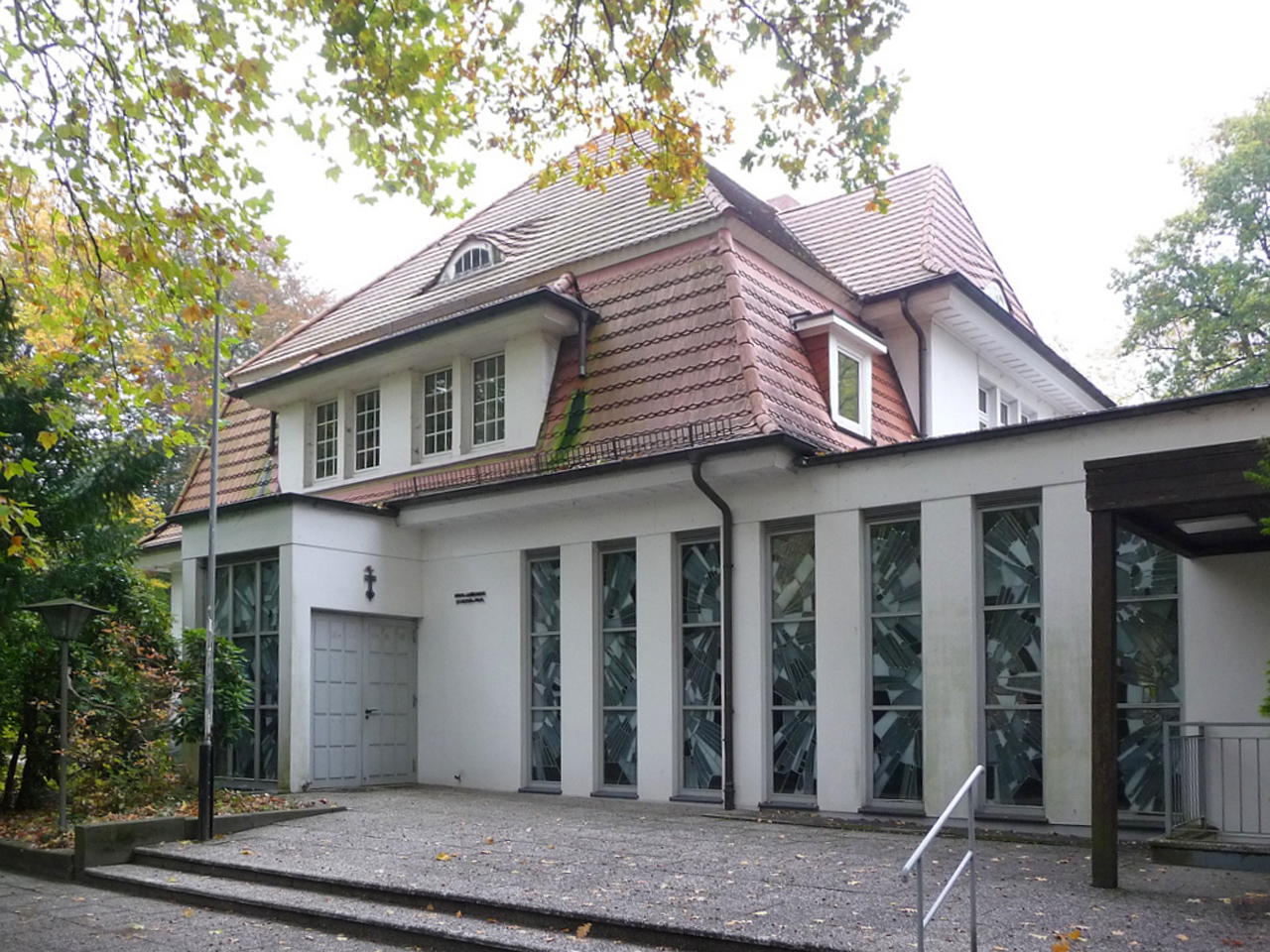
St. Peter und Paul

Die Kirche St. Peter und Paul war eine katholische Kirche im Bremer Stadtteil Burglesum. Sie gehörte zuletzt zur Pfarrgemeinde Heilige Familie mit Sitz in Grohn, im Dekanat Bremen-Nord des Bistums Hildesheim. Die Kirche war benannt nach den Heiligen Simon Petrus und Paulus von Tarsus, sie hatte die Adresse Eichenhof 2.

## Geschichte
1963 wurde von der Kirche eine schon vorhandene Villa angekauft, in der zuvor das Altenwohnheim Haus Mecklenburg untergebracht war. Zunächst wurde ihre Hauskapelle für die Gottesdienste genutzt. Zum 1. Oktober 1965 wurde in Bremen-Lesum eine Kirchengemeinde eingerichtet. 1973 wurde der Gottesdienstraum erheblich vergrößert, und 1986 ein Gemeindesaal angebaut. Zum 1. Juli 1988 wurde die bisherige Kuratie St. Peter und Paul zur selbstständigen Pfarrei erhoben. 2004 wurde aus den Pfarreien Aumund, Grohn und Lesum eine Seelsorgeeinheit gebildet, die am 1. November 2006 zur heutigen Pfarrgemeinde Heilige Familie fusionierte. Am 19. November 2012 erfolgte die Profanierung der Kirche St. Peter und Paul durch Generalvikar Werner Schreer. Das Kirchengebäude war bereits 2012 verkauft worden und wurde 2014 für einen Wohnungsbau abgerissen. Das Inventar wurde 2013 an Kirchen in Polen und der Ukraine verschenkt.

## Architektur und Ausstattung
Die Kirche befand sich in rund 30 Meter Höhe über dem Meeresspiegel. Der Altar und die Kirchenfenster wurden 1973 von Claus Kilian gestaltet, die Statuen der Kirchenpatrone Petrus und Paulus 2003 von Bernd Altenstein.